# Astragalus setulosus
Astragalus setulosus är en ärtväxtart som beskrevs av Nikolai Fedorovich Gontscharow. Astragalus setulosus ingår i släktet vedlar, och familjen ärtväxter. Inga underarter finns listade i Catalogue of Life.